# Akira Takarada

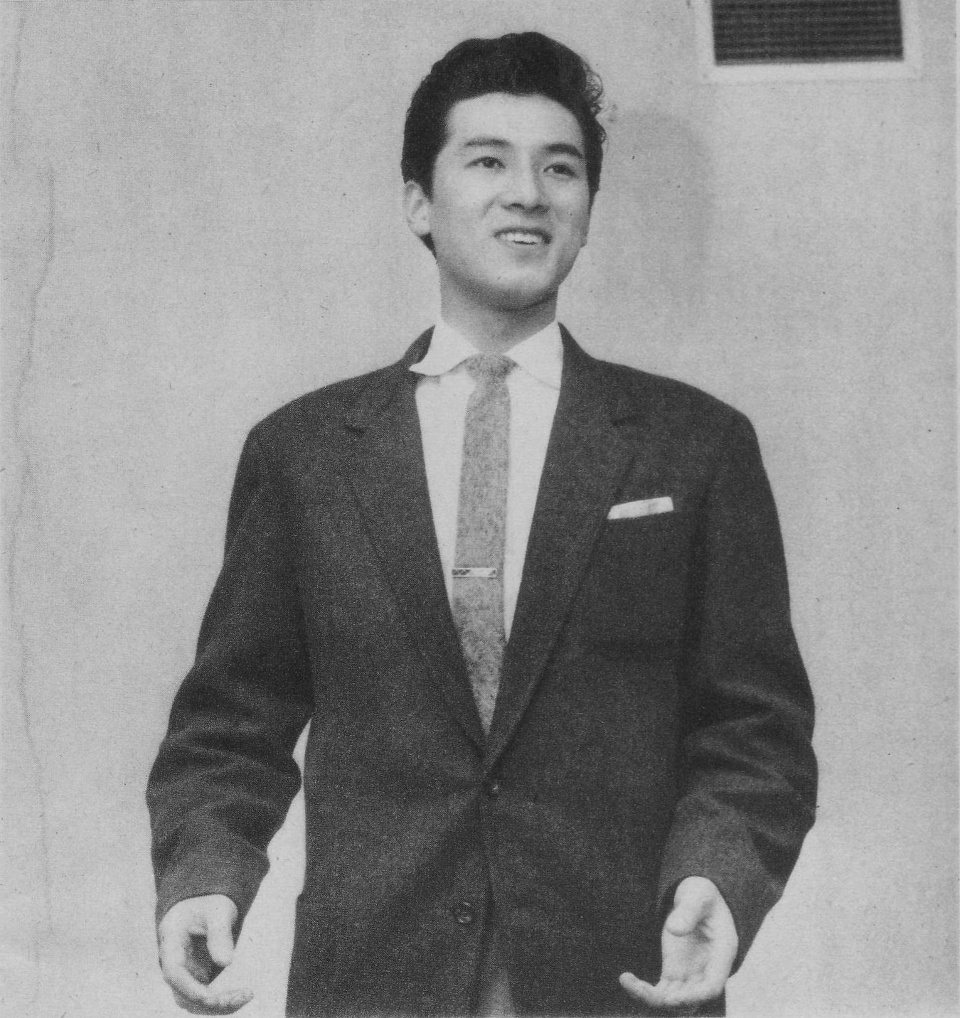
Akira Takarada

Akira Takarada (Japans: 宝田 明, Takarada Akira) (Ch'ŏngjin (Noord-Korea), 29 april 1934 - Tokio, 14 maart 2022) was een Japans acteur. Hij is het meest bekend door zijn rollen in de Godzilla films, zo vertolkte hij de hoofdrol in de film uit 1954.
Takarada werd geboren in Japans bezet Noord-Korea en overleed in Tokio op 87-jarige leeftijd.